# Rzeczy, których nie wyrzuciłem
Rzeczy, których nie wyrzuciłem – zbiór esejów Marcina Wichy wydany w 2017 w Krakowie przez Wydawnictwo Karakter.

## O książce
Na książkę składa się zbiór esejów poświęconych matce autora i ich trudnej relacji. Punktem wyjścia jest czas, kiedy po jej śmierci Wicha musiał uporządkować jej mieszkanie, zdecydować, które z przedmiotów i książek po zmarłej zachować, a które wyrzucić. Przedmioty przywołują wspomnienia, które stają się treścią książki. Oprócz tego Rzeczy, których nie wyrzuciłem podejmują temat tożsamości żydowskiej, życia codziennego w PRL, żałoby, rodziny, polskiej historii i polskiej inteligencji.
Bohaterką książki jest Joanna Rabanowska-Wicha (1946–2015), córka Jana Rabanowskiego.

## Opinie krytyki
Książka była pozytywnie odbierana przez krytykę. Michał Nogaś nazwał ją tekstem uniwersalnym i uznał za jeden z najpiękniejszych i najważniejszych tekstów wydanych w 2017 roku. Justyna Sobolewska chwaliła jej dopasowany, oszczędny styl i określiła ją mianem majstersztyku. Pozytywnie recenzowali ją także m.in. Juliusz Kurkiewicz i Łukasz Najder.

## Nagrody i wyróżnienia
- 2018 – Paszport „Polityki” w kategorii „Literatura”[3]
- 2018 – Nagroda Literacka „Nike” (nagroda jury)[10][13]
- 2018 – Nagroda Literacka „Nike Czytelników”[14]
- 2018 – nominacja do Nagrody Literackiej Gdynia w kategorii „Esej”[15]
- 2018 – Nagroda Literacka im. Witolda Gombrowicza[16]